# Zagyvarékas
Zagyvarékas là một thị trấn thuộc hạt Jász-Nagykun-Szolnok, Hungary. Thị trấn này có diện tích 31,71 km², dân số năm 2010 là 3670 người, mật độ 116 người/km².